# Omertà
Omertà är ett sicilianskt begrepp och kulturkod som på svenska närmast kan översättas med "tystnad", och då i bemärkelsen att inte ange andra människor inför polis och myndigheter. Begreppet är ett av fundamenten inom Cosa Nostra, den sicilianska maffian, och har stor betydelse för det skydd som olika mafiosi åtnjuter i egenskap av andra människors tystnad. För att tydliggöra begreppets innebörd kan man jämföra med två sicilianska ordspråk: Den som är döv, stum och blind lever 100 år i frid. och Det bästa ordet är det som aldrig blir sagt.

## I populärkultur
- Det amerikanska metalbandet Lamb of God har en låt som heter "Omerta", i vilken den sicilianska hederskodexen reciteras:

"Whoever appeals to the law against his fellow man is either a fool or a coward. Whoever cannot take care of himself without that law is both. For a wounded man shall say to his assailant, 'If I live, I will kill you. If I die, you are forgiven.' Such is the rule of honor." (svenska: Den som åberopar lagen mot sin medmänniska är antingen en idiot eller en vekling. Den som inte kan ta hand om sig själv utan lagen är båda. Ty en sårad man skall säga till gärningsmannen, 'Om jag överlever, kommer jag döda dig. Om jag dör, är du förlåten.' Sådan är hedersregeln.)
- Avsnitt 9 i säsong 3 av TV-serien Millennium har titeln "Omerta". I den hittas en mafioso, som troddes vara avrättad, vara vid liv många år senare och var tyst om hur han hade överlevt.

- I avsnittet "Johnny Cakes" i den sjätte säsongen av Sopranos tas Omertà upp av Dr Melfis egen psykiatriker, i samband med att Tony Soprano är tyst om hur han blivit skjuten av Junior Soprano. Hon säger till slut att hon inte tror att tystnaden berodde på Omertà, utan snarare på "något annat".

- I låten "This Apparatus Must Be Unearthed" på The Mars Voltas album De-loused in the Comatorium förekommer textraderna "Much like omerta / the quiet has shielded all intent".

- Omertà är ett album[2] och låt av den svenska hiphopgruppen The Latin Kings.